# Venesmes
Venesmes – miejscowość i gmina we Francji, w Regionie Centralnym, w departamencie Cher.
Według danych na rok 1990 gminę zamieszkiwały 714 osoby, a gęstość zaludnienia wynosiła 22 osoby/km² (wśród 1842 gmin Regionu Centralnego Venesmes plasuje się na 537. miejscu pod względem liczby ludności, natomiast pod względem powierzchni na miejscu 297.).